# عنبة (العدين)

تعديل مصدري - تعديل

عنبة محلة تابعة لقرية وادي الغراف، التابعة لعزلة قداس بمديرية العدين إحدى مديريات محافظة إب في الجمهورية اليمنية.، بلغ تعداد سكانها 42 حسب تعداد اليمن لعام 2004.